# 泉州公交K207路
泉州公交K207路是中华人民共和国泉州市境内的一条公共交通线路，全程47.9公里。起讫点为温陵公交首末站至石井泉金客运码头，运营时间为温陵公交首末站6:45-18:20、石井泉金客运码头6:45-18:00。
该线为泉州公交运营线路之南极。

## 历史
- 2014年12月17日，泉州市道路运输管理处批准泉州市第二公共交通运输发展有限公司关于申请开通K207路环泉州湾公交线路的请示[1]
- 2015年1月14日，K207路正式开通，初期运营区间为泉州汽车站-石井客运码头，初期运营时间为泉州汽车站 6:45-15:50，石井泉金客运码头 8:45-17:50。全程票价¥8.0/人，实行分段计价[2]。初期使用车辆为自201路退下的4部金旅XML6922J13C型空调柴油客车。
- 2016年6月，因K601路车辆更换需要，第二公交撤下K207路所有4部金旅XML6922J13C并转配至K601路，K207路更换为自水头公交退下的5部金旅XML6775J15CN型空调LNG城市客车
- 2018年1月19日，因《泉州交发集团所属企业整合重组方案》印发实施[3]，K207路自该日起由第二公交划入公交发展（公交集团前身）运营
- 2018年1月28日，K207路更换为6部大金龙XMQ6802AGBEVL2型空调电动巴士，并退下4部XML6775J15CN
- 2018年3月21日，K207路增加投入4部XMQ6802AGBEVL2，班次间隔缩短至35-40分钟。全程票价由8元降至7元，配车数增加至10部。运营时间调整为双向6:45-18:00
- 2018年12月20日，K207路全线更换为10部金旅XML6805JEVY0C1型空调电动巴士，并退下12部XMQ6802AGBEVL2。运营时间调整为泉州汽车站6:45-18:20、石井客运码头6:45-18:00。
- 2020年1月27日，为配合南安市交通局关于新型冠状病毒肺炎防控要求。K207路自当日0:00起暂停运行至2月17日。[4][5]
- 2020年2月18日，K207路自该日起恢复运营。
- 2021年9月15日，应南安市交通运输局《关于全市客运班线和公交线路暂停运营的通告》的要求。K207路自当日18:00起暂停运营至10月5日。[6]
- 2021年10月6日，K207路自该日起恢复运营。[7]
- 2021年10月13日，因泉州大桥加固施工封闭半幅车道，K207路往石井泉金客运码头方向临时取消途径宝洲街。改为途径田安大桥、池峰路、泉安北路、桥南立交至展览城原线行驶，其余不变。[8]
- 2022年1月11日，泉州大桥恢复双向通车，K207路自该日起取消途径田安大桥、池峰路、泉安北路，恢复途径宝洲街、泉州大桥。[9]
- 2022年2月13日，自该日起K207路双向增停前梧村口、院下村新街两站。[10]
- 2022年3月15日，因疫情防控工作需要，K207路自该日起暂停运营至4月21日。[11]
- 2022年4月22日，K207路恢复运营。[12]
- 2022年6月3日，受G324官桥外围路段改造施工，单向限行管制影响。K207路自该日起临时改为途径湖美路，取消途径军民同心路口、周厝、前梧村口等站。运营里程临时降为44.8公里[13]
- 2022年12月2日，K207路恢复途径军民同心路口、周厝、前梧村口，取消途径湖美路。运营里程恢复为52Km[14]
- 2022年12月30日，因泉州汽车站已停止运营，自该日起原泉州汽车站更名为温陵公交首末站，泉州汽车站西门更名为温陵路南段，泉州汽车站北门更名为泉秀街北段站。[15]
- 2023年8月17日，因南迎宾大道清濛段辅道施工，自该日起K207路往温陵公交首末站方向临时取消途径诺林商城、亭店、园坂、前店，改为途径清濛高架桥至展览城站后原线行驶，其它不变。[16]
- 2023年9月17日，K207路往温陵公交首末站方向恢复途径诺林商城、亭店、园坂、前店，取消途径清濛高架桥。
- 2024年8月26日，因324国道磁灶段道路半封闭施工。为缓解施工拥堵，K207路往泉金码头方向临时取消停靠尾路口、塘尾埔、新垵路口、磁灶山仔等站。[17]
- 2025年8月1日，因原配XML6805JEVY0C1电池续航衰减，K207路与202路互换车辆。K207路接手并更换自202路退下的11部福田BJ6851EVCA-30型空调电动巴士，原配10部BJ6851EVCA-30退至K207路。配车数增加至11部。

## 站点
| 路线 | 路线 | 路线 | 所在地区、街道 | 所在地区、街道     | 站点名           | 备注                                 |
| ---- | ---- | ---- | -------------- | ------------------ | ---------------- | ------------------------------------ |
|      |      |      | 丰泽区         | 温陵南路           | 温陵公交首末站   | 起讫站 原名 泉州汽车站               |
|      |      |      | 丰泽区         | 温陵南路           | 温陵路南段       | ↑ 原名 泉州汽车站西门                |
|      |      |      | 丰泽区         | 泉秀街             | 泉秀街西段       | ↓ 原名 泉州汽车站北门                |
|      |      |      | 丰泽区         | 田安南路           | 泉秀街道办事处   | ↓                                    |
|      |      |      | 丰泽区         | 宝洲街             | 宝洲街西段       | ↓ 原名 宏昌宾馆                      |
|      |      |      | 鲤城区         | 南迎宾大道 324国道 | 展览城           | 分段点                               |
|      |      |      | 开发区         | 南迎宾大道 324国道 | 诺林商城         |                                      |
|      |      |      | 开发区         | 南迎宾大道 324国道 | 亭店             |                                      |
|      |      |      | 开发区         | 南迎宾大道 324国道 | 前店             |                                      |
|      |      |      | 开发区         | 南迎宾大道 324国道 | 园坂             |                                      |
|      |      |      | 晋江市         | 南迎宾大道 324国道 | 后厝街           |                                      |
|      |      |      | 晋江市         | 南迎宾大道 324国道 | 苏垵路口         |                                      |
|      |      |      | 晋江市         | 324国道            | 紫帽出口加工区   |                                      |
|      |      |      | 晋江市         | 324国道            | 前埔             |                                      |
|      |      |      | 晋江市         | 324国道            | 洋尾路口         | ↑                                    |
|      |      |      | 晋江市         | 324国道            | 塘尾埔           | ↑                                    |
|      |      |      | 晋江市         | 324国道            | 新垵路口         | ↑ 原名 新垵                          |
|      |      |      | 晋江市         | 324国道            | 磁灶山仔         | ↑ 原名 山仔路口                      |
|      |      |      | 南安市         | 324国道            | 官桥中队         |                                      |
|      |      |      | 南安市         | 324国道            | 军民同心路口     | 分段点                               |
|      |      |      | 南安市         | 324国道            | 周厝             |                                      |
|      |      |      | 南安市         | 324国道            | 前梧村口         |                                      |
|      |      |      | 南安市         | 324国道            | 内厝             |                                      |
|      |      |      | 南安市         | 324国道            | 大盈             |                                      |
|      |      |      | 南安市         | 324国道            | 朴里             |                                      |
|      |      |      | 南安市         | 324国道            | 石材培训基地     |                                      |
|      |      |      | 南安市         | 324国道            | 朴兜             |                                      |
|      |      |      | 南安市         | 中心大街           | 怡锦园           |                                      |
|      |      |      | 南安市         | 中心大街           | 东泉             | 分段点                               |
|      |      |      | 南安市         | 324国道            | 蟠龙             |                                      |
|      |      |      | 南安市         | 延平大道           | 延平大道路口     |                                      |
|      |      |      | 南安市         | 延平大道           | 闽台农贸市场     |                                      |
|      |      |      | 南安市         | 延平大道           | 院下村新街       |                                      |
|      |      |      | 南安市         | 延平大道           | 梧坑村           |                                      |
|      |      |      | 南安市         | 雄风路             | 石井客运站       |                                      |
|      |      |      | 南安市         | 雄风路             | 石井泉金客运码头 | 起讫站 可转乘泉金航线、厦门公交738路 |

## 票价
K207路为分段计价，全程¥7.0，其中：
- 温陵公交首末站至展览城：1元/人
- 展览城至军民同心路口：2元/人
- 军民同心路口至东泉：2元/人
- 东泉至石井泉金客运码头：2元/人
- 泉通卡普通卡9折，月票卡优惠无效，敬老卡、爱心卡有效
- 可使用泉城通APP或支付宝、云闪付、微信乘车码支付

## 配车
K207路配车数总计11部，其中：
- 福田BJ6851EVCA-30  11部

- 金旅XML6922J13C
（2015.1 - 2016.6）
- 金旅XML6775J15CN
（2016.6 - 2018.1）
- 大金龙XMQ6802AGBEVL2
（2018.1 - 2018.12）
- 金旅XML6805JEVY0C1
（2018.12 - 2025.7）
- 福田BJ6851EVCA-30
（2025.8 - ）

## 相关
- 泉州公交线路列表